# Divock Origi
Divock Okoth Origi (Ostende, 18 de abril de 1995) es un futbolista belga que juega como delantero y su equipo es el Milan Futuro de la Serie C de Italia.

## Biografía
Origi nació en Ostende en Bélgica pero también posee nacionalidad keniana por su padre, el exfutbolista Mike Origi. Empezó a jugar cuando era niño en las categorías inferiores del Racing Genk de la Liga belga. Después se trasladó a Francia en el año 2010 para jugar con el Lille como jugador profesional empezando a jugar en el equipo reserva tras lo cual se ganó confianza de su entrenador. Formó parte de los convocados para jugar con la selección de Bélgica en la Copa Mundial de Fútbol de 2014. En el mercado de fichajes de verano en el 2014 fue comprado por el Liverpool por su gran rendimiento en la copa del mundo. Fue cedido al LOSC Lille tras su compra.

## Trayectoria

### K. R. C. Genk
Comenzó a jugar en el K. R. C. Genk en los inicios de 2001 donde su padre Mike logró ganar campeonatos con dicho equipo donde jugó hasta 2009 donde recibió un contrato por el Lille O. S. C. Fue reconocido en el club por su velocidad y hazaña lo cual lo llevaron a llegar a un equipo francés de alto prestigio en su liga. Sigue teniendo seguidores por ser recordado por el hijo del gran Mike Origi que llevó a la cima a dicho equipo.

### Lille O. S. C.
Empezó a jugar con el Lille Olympique Sporting Club a finales de 2009 en el equipo B.
El 24 de enero de 2013 estuvo en el banquillo en la victoria por 3-1 sobre Plabennec en 2012-13 Copa de Francia.
Debutó el 2 de febrero de con el equipo A, entró en el minuto 69 por Ronny Rodelin, donde seis minutos después mandó un centro a Dimitri Payet para ayudarle a salvar un punto al Lille en la Ligue 1.

### Liverpool F. C.

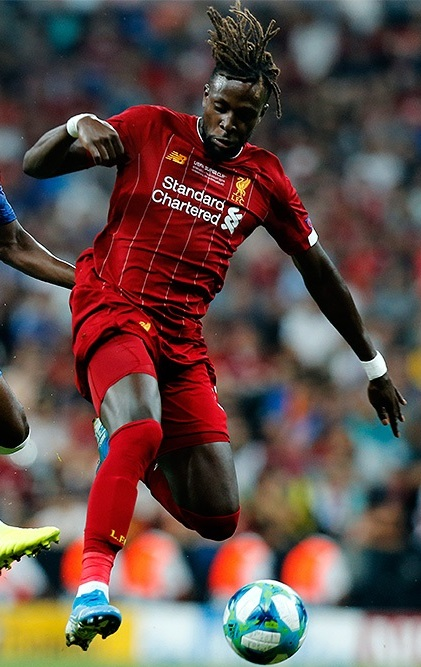
Origi contra el Chelsea F. C. durante la Supercopa de Europa 2019

El 29 de junio de 2014 se confirmó la llegada de Origi al Liverpool F. C. por un traspaso de 12 millones de euros, aunque seguiría una temporada más en el club francés.
En la temporada 2015-16, pese a no ser un jugador relevante en la campaña en la Premier League, fue fundamental en la Liga Europa de la UEFA, donde fue titular en los 3 primeros partidos en la fase de grupos (ante Sion, Girondins de Burdeos y Rubin Kazán, donde dio una asistencia ante el primero), sin embargo pasó a ser revulsivo hasta los cuartos de final ante Borussia Dortmund, donde en la ida jugó de titular y marcó un gol en el empate por 1-1. En la vuelta fue nuevamente titular y tras ir perdiendo por 0-2, anotó el 1-2 y ayudó al Liverpool a ganar el encuentro por 4-3, pasando a las semifinales del torneo.
Sin embargo, no fue convocado para disputar las semifinales ante el Villarreal C. F. donde el Liverpool pasó a la final por un global de 3-1, y en la final ante el Sevilla F. C. comenzó como suplente y tras ir perdiendo por 1-2 entró en el minuto 69 por Roberto Firmino y el Liverpool terminaría perdiendo la final por 1-3.
Tras dos temporadas con poca presencia, fue cedido al VfL Wolfsburgo en la campaña 2017-18. A su regreso fue determinante, a pesar de seguir contando con pocas oportunidades. El 2 de diciembre logró el único tanto del encuentro, en el minuto 96, en el triunfo por 1 a 0 ante el Everton. El 4 de mayo dio la victoria al equipo red ante el Newcastle (2-3), que permitió seguir luchando por el título de Premier League. Tres días después, marcó un doblete en la remontada ante el F. C. Barcelona (4-0) en la vuelta de semifinales de la Liga de Campeones. El primer gol del Liverpool fue suyo, pero lo mejor vino en el cuarto gol, que certificó la clasificación: un rápido saque de esquina lanzado por Alexander-Arnold que tomó a todo el equipo culé de espaldas al arco y sin respuesta. "Nos hicieron un gol de juveniles" reconoció su rival Luis Suárez. El 1 de junio de 2019 fue autor del segundo gol de la final de la Liga de Campeones 2018-19 ante el Tottenham (2-0), en el minuto 87, adjudicándose así su primer título internacional.
La campaña siguiente participó en 28 encuentros de la Premier League, torneo que ganaron 30 años después de la última vez. Siguió dos años más, marchándose a finales de junio de 2022 tras finalizar su contrato.

## Selección nacional

### Categorías inferiores
Formó parte de cinco divisiones menores de la selección nacional (sub-15, 16, 17, 19, 21) donde acumuló 32 partidos y 11 goles en total. 
| Selección | Categoría | Partidos | Goles |
| --------- | --------- | -------- | ----- |
| Bélgica   | Sub-15    | 2        | 0     |
| Bélgica   | Sub-16    | 9        | 1     |
| Bélgica   | Sub-17    | 1        | 0     |
| Bélgica   | Sub-19    | 19       | 10    |
| Bélgica   | Sub-21    | 1        | 0     |

### Selección absoluta
El 13 de mayo de 2014 el entrenador de la selección belga, Marc Wilmots, incluyó a Origi en la lista preliminar de 24 jugadores convocados, cuatro de ellos guardametas, que iniciarán la preparación para la Copa Mundial de Fútbol de 2014. El 25 de mayo le fue asignado el número 17 para el torneo.
El 22 de junio de 2014, Bélgica se enfrenta a Rusia en el segundo partido Grupo H. Donde Origi anotó el único gol del partido, terminando 1-0 a favor de Bélgica.

#### Participaciones en Eliminatorias
| Eliminatorias                  | Resultado   | Partidos | Goles |
| ------------------------------ | ----------- | -------- | ----- |
| Eliminatorias Eurocopa de 2016 | Clasificado | 7        | 1     |
| Eliminatorias Mundial de 2018  | Clasificado | 0        | 0     |
| Eliminatorias Eurocopa de 2020 | Clasificado | 0        | 0     |

#### Participaciones en Liga de Naciones
| Eliminatorias            | Resultado      | Partidos | Goles |
| ------------------------ | -------------- | -------- | ----- |
| Liga de Naciones 2018-19 | Fase de grupos | 1        | 0     |

#### Participaciones en Eurocopas
| Copa          | Sede    | Resultado        | Partidos | Goles |
| ------------- | ------- | ---------------- | -------- | ----- |
| Eurocopa 2016 | Francia | Cuartos de final | 2        | 0     |

#### Participaciones en Copas del Mundo
| Mundial                        | Sede   | Resultado        | Partidos | Goles |
| ------------------------------ | ------ | ---------------- | -------- | ----- |
| Copa Mundial de Fútbol de 2014 | Brasil | Cuartos de final | 5        | 1     |

## Estadísticas

### Clubes
Actualizado al último partido jugado el 21 de abril de 2024.
| Club                               | Div.          | Temporada     | Liga  | Liga  | Copas nacionales | Copas nacionales | Torneos internacionales | Torneos internacionales | Total | Total | Media goleadora |
| Club                               | Div.          | Temporada     | Part. | Goles | Part.            | Goles            | Part.                   | Goles                   | Part. | Goles | Media goleadora |
| ---------------------------------- | ------------- | ------------- | ----- | ----- | ---------------- | ---------------- | ----------------------- | ----------------------- | ----- | ----- | --------------- |
| Lille O. S. C. Francia             | 1.ª           | 2012-13       | 10    | 1     | 0                | 0                | 0                       | 0                       | 10    | 1     | 0.1             |
| Lille O. S. C. Francia             | 1.ª           | 2013-14       | 30    | 5     | 5                | 1                | ―                       | ―                       | 35    | 6     | 0.17            |
| Lille O. S. C. Francia             | 1.ª           | 2014-15       | 33    | 8     | 3                | 0                | 8                       | 1                       | 44    | 9     | 0.2             |
| Lille O. S. C. Francia             | Total club    | Total club    | 73    | 14    | 8                | 1                | 8                       | 1                       | 89    | 16    | 0.18            |
| Liverpool F. C. Inglaterra         | 1.ª           | 2015-16       | 16    | 5     | 5                | 3                | 12                      | 2                       | 33    | 10    | 0.3             |
| Liverpool F. C. Inglaterra         | 1.ª           | 2016-17       | 34    | 7     | 9                | 4                | 0                       | 0                       | 43    | 11    | 0.26            |
| Liverpool F. C. Inglaterra         | 1.ª           | 2017-18       | 1     | 0     | ―                | ―                | 0                       | 0                       | 1     | 0     | 0               |
| VfL Wolfsburgo · Alemania          | 1.ª           | 2017-18       | 31    | 6     | 5                | 1                | ―                       | ―                       | 36    | 7     | 0.19            |
| VfL Wolfsburgo · Alemania          | Total club    | Total club    | 31    | 6     | 5                | 1                | 0                       | 0                       | 36    | 7     | 0.19            |
| Liverpool F. C. Inglaterra         | 1.ª           | 2018-19       | 12    | 3     | 1                | 1                | 8                       | 3                       | 21    | 7     | 0.33            |
| Liverpool F. C. Inglaterra         | 1.ª           | 2019-20       | 28    | 4     | 5                | 2                | 9                       | 0                       | 42    | 6     | 0.14            |
| Liverpool F. C. Inglaterra         | 1.ª           | 2020-21       | 9     | 0     | 4                | 1                | 4                       | 0                       | 17    | 1     | 0.06            |
| Liverpool F. C. Inglaterra         | 1.ª           | 2021-22       | 7     | 3     | 4                | 2                | 7                       | 1                       | 18    | 6     | 0.33            |
| Liverpool F. C. Inglaterra         | Total club    | Total club    | 107   | 22    | 28               | 13               | 40                      | 6                       | 175   | 41    | 0.23            |
| A. C. Milan · Italia               | 1.ª           | 2022-23       | 27    | 2     | 1                | 0                | 8                       | 0                       | 36    | 2     | 0.06            |
| A. C. Milan · Italia               | Total club    | Total club    | 27    | 2     | 1                | 0                | 8                       | 0                       | 36    | 2     | 0.06            |
| Nottingham Forest F. C. Inglaterra | 1.ª           | 2023-24       | 20    | 0     | 2                | 1                | ―                       | ―                       | 22    | 1     | 0.05            |
| Nottingham Forest F. C. Inglaterra | Total club    | Total club    | 20    | 0     | 2                | 1                | 0                       | 0                       | 22    | 1     | 0.05            |
| Total carrera                      | Total carrera | Total carrera | 258   | 44    | 44               | 16               | 56                      | 7                       | 358   | 67    | 0.19            |

## Palmarés

### Campeonatos nacionales
| Título          | Club            | País       | Año  |
| --------------- | --------------- | ---------- | ---- |
| Premier League  | Liverpool F. C. | Inglaterra | 2020 |
| Copa de la Liga | Liverpool F. C. | Inglaterra | 2022 |
| FA Cup          | Liverpool F. C. | Inglaterra | 2022 |

### Campeonatos internacionales
| Título                       | Club            | Sede     | Año  |
| ---------------------------- | --------------- | -------- | ---- |
| Liga de Campeones de la UEFA | Liverpool F. C. | Madrid   | 2019 |
| Supercopa de la UEFA         | Liverpool F. C. | Estambul | 2019 |
| Copa Mundial de Clubes       | Liverpool F. C. | Catar    | 2019 |

## Vida privada
Es un jugador keniano por su padre. También, por parte de su madre tiene procedencia de Bosnia, donde ella nació.[cita requerida]